# Златоврых
Златоврых (болг. Златовръх) — село в Болгарии. Находится в Пловдивской области, входит в общину Асеновград. Население составляет 574 человека.

## Политическая ситуация
В местном кметстве Златоврых, в состав которого входит Златоврых, должность кмета (старосты) исполняет Петыр Ставрев Петров (независимый) по результатам выборов.
Кмет (мэр) общины Асеновград — Христо Грудев Грудев (коалиция партий: Граждане за европейское развитие Болгарии (ГЕРБ), ВМРО — Болгарское национальное движение) по результатам выборов.